# Сергеј Пајић
Сергеј Пајић (Бања Лука, 23. август 2003) је српски певач, који се прославио у дечијем такмичењу Пинкове звездице, где је победио у петој сезони. Живи у Београду.

## Дискографија

### Синглови
- Успаванка (2020)
- Гагарин (2020) са Томом Миловановићем и Ин вивом
- Ја те знам (2020)
- Ја и она (2020)[2] са Уки Ку
- Дишем (2021) са Тозлом
- Кад подивљам (2021)
- Њене речи (2021)
- Мила (2022)
- Зашто нисам твој (2022)
- Кабул (2022)[3]
- Миа бела (2022)
- Бани хони бани (2022) са Мином Харт и JMTRADEE
- Нема те опет (2023)
- Токсична (2023)[4]
- Додири (2023)
- Bay bay (2024) са Крис
- Рио рио (2024) са Едитом